# Oroville East, Kalifornien
För andra betydelser, se Oroville.
Oroville East är en ort (CDP) i Butte County, i delstaten Kalifornien, USA. Enligt United States Census Bureau har orten en folkmängd på 8 280 invånare (2010) och en landarea på 57,4 km².